# Abadía nullius de Aghadoe
La abadía nullius de Aghadoe (en inglés: Abbacy nullius of Aghadoe) fue una circunscripción eclesiástica de la Iglesia católica en Irlanda. Se trataba de una abadía nullius latina, sufragánea de la arquidiócesis de Armagh. Fue suprimida en 1111.

## Territorio y organización
La abadía nullius extendía su jurisdicción sobre los fieles católicos de rito latino residentes en parte del condado de Kerry.
La sede de la abadía nullius se encontraba en la localidad de Aghadoe, en donde se hallan las ruinas de la abadía y catedral, destruida en la década de 1650 por las fuerzas de Oliver Cromwell.

## Historia
Aghadoe (en irlandés: Achadh Deo, «lugar con dos tejos») pudo haber comenzado como un sitio religioso pagano. El sitio también se ha asociado con el misionero del siglo V, san Abán, pero las piedras ogam del siglo VII marcan la primera evidencia clara de que Aghadoe fue utilizado como un sitio importante. Según una tradición legendaria san Finian el Leproso fundó un monasterio en Aghadoe en el siglo VII. El primer registro escrito de un monasterio data del año 939 en los Anales de Inisfallen, donde el monasterio de Aghadoe se conoce como la «Abadía Vieja». El monasterio de Aghadoe tenía una estrecha relación con el de la cercana isla de Innisfallen. Maelsuthain O'Carroll, uno de los eruditos más destacados de Innisfallen, fue enterrado en Aghadoe tras su muerte en 1010, y una leyenda sugiere que ambos monasterios estaban conectados por una calzada que cruzaba el lago Lein. En 1027 los Anales hacen la primera referencia a un edificio de piedra en el lugar, señalando la construcción de Damh Liag Maenig (la casa de piedra de Maenach). La construcción de la torre redonda comenzó ese mismo año. Aghadoe fue testigo de la turbulencia de la época. En 1061, un tal O'Cathail, heredero de la dinastía local de Eóganacht Locha Léin, fue sacado de la iglesia y asesinado.
La típica organización de la Iglesia en Irlanda, basada no en diócesis, como sucedía en el continente, sino en centros monásticos, de los cuales el principal de la región era el de Ardfert, al cual se incorporó la abadía nullius de Aghadoe en el Sínodo de Ráth Breasail de 1111, que reorganizó las estructuras eclesiásticas de Irlanda sobre el modelo de las diócesis existentes en el continente, y se erigió una diócesis para el territorio de Kerry, coincidente con el reino de Iarmuman: la diócesis de Raith Maighe Deiscirt, es decir, en Rathass cerca de Tralee, convirtiéndola en sufragánea de la arquidiócesis de Cashel. Esta decisión fue cambiada durante el Sínodo de Kells en 1152, que trasladó la sede episcopal a Ardfert.
Tras su incorporación al obispado de Ardfert, Aghadoe funcionó como iglesia parroquial. Con la llegada de los anglo-normandos a fines del siglo XII se documenta la división de la diócesis en dos arcedianatos, con sede en Ardfert y Aghadoe. La iglesia se menciona en un informe de 1615, pero se excluye de una lista de abadías, lo que sugiere que se había convertido únicamente en un arcediano. La ciudad de Aghadoe fue saqueada en la década de 1650 por las fuerzas de Oliver Cromwell. Para 1740, Aghadoe ya no figuraba como parroquia activa y parecía haber cesado sus actividades.
Durante la Reforma anglicana el 22 de octubre de 1588 la reina protestante Isabel I de Inglaterra nombró a Nicolás Kenan como obispo de Ardfert y Aghadoe, iniciando la sucesión de obispos anglicanos hasta que en 1661 la diócesis se fusionó para formar la actual diócesis de Limerick, Ardfert y Aghadoe de la Iglesia de Irlanda. La sucesión católica se continuó con el nombramiento del obispo Michael Fitzwalter en 1591 y a partir del siglo XVII se impuso un nuevo título para la diócesis, el de "diócesis de Ardfert y Aghadoe", que se mantuvo hasta que el 20 de diciembre de 1952 fue cambiado a diócesis de Kerry.

## Episcopologio
- San † Finian el Leproso (circa 550)